# La Révolte de Spartacus
La Révolte de Spartacus est un livre-jeu écrit par [Jacques Denoyelle et Pascale Putegnat en 1988, et édité par Presses pocket dans la collection Histoires à jouer : Les livres à remonter le temps, dont c'est le dix-huitième tome.